# 卡奎丽鱼属
卡奎麗魚屬，是條鰭魚綱䲁形目麗魚科下的一個屬。

## 分類
本屬屬於麗魚亞科，目前被認可的種如下：
- 克氏卡奎麗魚 Caquetaia kraussii
- 邁爾氏卡奎麗魚 Caquetaia myersi
- 顯目卡奎麗魚 Caquetaia spectabilis
- 橫帶卡奎麗魚 Caquetaia umbrifera